# Греко-римская борьба на летних Олимпийских играх 1976 — свыше 100 кг
Соревнования по классической борьбе в категории свыше 100 кг были частью программы летних Олимпийских игр 1976 года в Монреале.

## Медалисты
- Александр Колчинский (URS)
- Александр Томов (BUL)
- Роман Кодряну (ROU)

## Определение победителей
Определение победителей происходило по системе штрафных очков. Борец, набравший 6 и более штрафных очков, выбывал из соревнований. Когда оставалось два или три участника для определения распределения медалей между ними проводился специальный финальный тур.

### Штрафные очки
- 0 — чистая победа, снятие соперника за пассивность или из-за травмы;
- 0.5 — победа за явным преимуществом;
- 1 — победа по очкам;
- 2 — ничья;
- 2.5 — ничья, пассивность;
- 3 — поражение по очкам;
- 3.5 — поражение за явным преимуществом соперника;
- 4 — чистое поражение, снятие за пассивность или из-за травмы.

## Легенда
- DNA — участник не явился;
- TPP — общее количество штрафных очков;
- MPP — количество штрафных очков за схватку;
- TF — чистая победа;
- IN — соперник снят из-за травмы;
- DQ — дисквалификация за пассивность;
- D1 — дисквалификация за пассивность, победитель также был пассивен;
- D2 — дисквалификация за пассивность обоих соперников.

## Ход соревнований

### Круг 1
| TPP | MPP |                       | Счёт      |                            | MPP | TPP |
| --- | --- | --------------------- | --------- | -------------------------- | --- | --- |
| 4   | 4   | Янош Ровняи (HUN)     | DQ / 7:22 | Роман Кодряну (ROU)        | 0   | 0   |
| 0   | 0   | Ричард Вольф (FRG)    | DQ / 5:00 | Арне Робертссон (SWE)      | 4   | 4   |
| 4   | 4   | Мамаду Сахо (SEN)     | DQ / 3:20 | Сеиджи Мацунага (JPN)      | 0   | 0   |
| 4   | 4   | Александр Томов (BUL) | TF / 1:14 | Уильям Ли (USA)            | 0   | 0   |
| 4   | 4   | Хенрик Томанек (POL)  | TF / 2:40 | Александр Колчинский (URS) | 0   | 0   |
| 0   | 0   | Эйнар Гундерсен (NOR) | DQ / 4:57 | Карлос Бракони (ARG)       | 4   | 4   |

### Круг 2
| TPP | MPP |                            | Счёт      |                       | MPP | TPP |
| --- | --- | -------------------------- | --------- | --------------------- | --- | --- |
| 4   | 0   | Янош Ровняи (HUN)          | TF / 1:34 | Ричард Вольф (FRG)    | 4   | 4   |
| 0   | 0   | Роман Кодряну (ROU)        | TF / 3:59 | Арне Робертссон (SWE) | 4   | 8   |
| 8   | 4   | Мамаду Сахо (SEN)          | TF / 1:03 | Александр Томов (BUL) | 0   | 4   |
| 4   | 4   | Сеиджи Мацунага (JPN)      | DQ / 7:14 | Уильям Ли (USA)       | 0   | 0   |
| 4   | 0   | Хенрик Томанек (POL)       | DQ / 6:54 | Эйнар Гундерсен (NOR) | 4   | 4   |
| 0   | 0   | Александр Колчинский (URS) | TF / 0:48 | Карлос Бракони (ARG)  | 4   | 8   |

### Круг 3
| TPP | MPP |                            | Счёт      |                       | MPP | TPP |
| --- | --- | -------------------------- | --------- | --------------------- | --- | --- |
| 8   | 4   | Янош Ровняи (HUN)          | DQ / 6:51 | Александр Томов (BUL) | 0   | 4   |
| 0   | 0   | Роман Кодряну (ROU)        | DQ / 5:15 | Ричард Вольф (FRG)    | 4   | 8   |
| 4   | 4   | Уильям Ли (USA)            | DQ / 8:35 | Хенрик Томанек (POL)  | 0   | 4   |
| 0   | 0   | Александр Колчинский (URS) | TF / 2:33 | Эйнар Гундерсен (NOR) | 4   | 8   |

### Круг 4
| TPP | MPP |                            | Счёт      |                      | MPP | TPP |
| --- | --- | -------------------------- | --------- | -------------------- | --- | --- |
| 2   | 2   | Роман Кодряну (ROU)        | D1 / 7:30 | Уильям Ли (USA)      | 4   | 8   |
| 4   | 0   | Александр Томов (BUL)      | TF / 0:23 | Хенрик Томанек (POL) | 4   | 8   |
| 0   |     | Александр Колчинский (URS) |           | Пропустил            |     |     |

### Финал
Результаты предварительных схваток учитывались в финале (показаны жёлтым).
| TPP | MPP |                            | Счёт      |                       | MPP | TPP |
| --- | --- | -------------------------- | --------- | --------------------- | --- | --- |
|     | 0   | Александр Колчинский (URS) | TF / 0:37 | Роман Кодряну (ROU)   | 4   |     |
| 1   | 1   | Александр Колчинский (URS) | 12 — 6    | Александр Томов (BUL) | 3   |     |
| 8   | 4   | Роман Кодряну (ROU)        | IN / 0:32 | Александр Томов (BUL) | 0   | 3   |

## Распределение мест
1. Александр Колчинский (URS)
2. Александр Томов (BUL)
3. Роман Кодряну (ROU)
4. Хенрик Томанек (POL)
5. Уильям Ли (USA)
6. Янош Ровняи (HUN)
7. Ричард Вольф (FRG) и  Эйнар Гундерсен (NOR)